# Enrique Tejera Guevara
Enrique Guillermo Tejera Guevara (Valencia, Venezuela, 5 de septiembre de 1889 - Caracas, 28 de noviembre de 1980) fue un médico, científico y político venezolano, y primer ministro de Sanidad y Asistencia Social de su país. Tejera fue diplomático venezolano en varios países y presidió varias instituciones de salud, incluyendo la Federación Médica Venezolana y la Sociedad de Ciencias Naturales. 
Especializado en investigaciones de microbiología, en particular hongos, aislando especies nuevas incluyendo Streptomyces venezuelae. En su honor, el Hospital Central de Valencia lleva su nombre como Ciudad Hospitalaria Dr. Enrique Tejera; así como una importante avenida de dicha ciudad.

## Biografía
Nació del matrimonio del abogado Emeterio Enrique Tejera con Carmen Guevara Zuloaga en la ciudad de Valencia. Sus estudios de pregrado los realizó en el Colegio Cajigal y la educación secundaria en el Colegio de La Universidad, graduándose de bachiller en 1907. El «profesor Tejera» se casó en 1917 con Valentina París Ambard, nacida en Caracas en 1892 del hogar de Ernesto París y Margarita Ambard Ducharme, originarios de Puerto España. De esta unión fue hijo único Enrique Tejera París, quien quedó huérfano de madre en 1936. Tejera Guevara se casó por segunda vez en 1943 con Elsa Morazzani, quien le acompañó hasta su muerte a los 91 años de edad.

### Estudios universitarios
En 1907 Tejera Guevara ingresa a la Universidad Central de Venezuela para estudiar Medicina con énfasis en Bacteriología. Durante su carrera universitaria Tejera Guevara participó como dirigente estudiantil, motivo por el cual tuvo que abandonar el país en 1912. En el exilio, estudió Medicina en Francia en la Universidad de La Sorbona de París. En La Sorbona asiste al laboratorio del célebre parasitólogo Emile Brumpt. Durante la Primera Guerra Mundial se alista como voluntario del Cuerpo Médico del Ejército de Francia. Finalmente obtiene el título de Médico Colonial en 1917 y sigue cursos de Bacteriología en el Instituto Pasteur. Bajo invitación del entonces presidente de Venezuela, Juan Vicente Gómez Tejera Guevara vuelve a Venezuela y obtiene un doctorado en Ciencias Médicas de la Universidad Central de Venezuela, su alma mater.

### Profesional
Enrique Tejera Guevara trabajó como médico en los campos petroleros del Zulia para la Caribbean Petroleum Co. donde descubre la enfermedad de Chagas en Venezuela, leishmaniasis en los ulcerosos de la región, reporta dos casos de malaria congénita y diagnostica la disentería amebiana en el Zulia y luego en Táchira para la Oficina de «Sanidad Nacional». Sus estudios permiten aislar por primera vez una especie de Shigella, identificada como Shigella flexneri. Con Sanidad Nacional, Tejera Guevara encuentra también la garrapata vector de la fiebre por recurrente (Ornithodoros) y otros microorganismos.

### Política
Enrique Tejera Guevara  fue nombrado en 1936 primer ministro de Sanidad y Asistencia Social. De hecho, Enrique Tejera fue quien, separando del Ministerio de Salubridad, Agricultura y Cría; organiza el Ministerio de Sanidad y Asistencia Social. Renuncia al cargo de Ministro apenas a cuatro meses de haberlo asumido, debido a una discrepancia con el Congreso de la República en relación con la Ley contra el paludismo, ya que a pesar de ser un insigne luchador contra esa enfermedad, consideraba que era una ley mal elaborada y costosa, según lo señala en su carta de renuncia, la cual puede leerse en texto de Ramón J. Velázquez
En 1934 fue nombrado presidente del Ateneo de Caracas y, en 1935, presidente de la Cruz Roja Venezolana. En 1936, fue designado Ministro Plenipotenciario en el Reino de Bélgica. También se desempeñó como Presidente y Director del Instituto Nacional de Higiene y en febrero de 1943 vuelve a ocupar un cargo dimplomático, siendo designado Ministro Plenipotenciario en las Repúblicas del Uruguay y Paraguay. Regresa a Venezuela a principios de 1945 y es nombrado presidente del Estado Carabobo.
En 1947 es nombrado presidente de la Federación Médica Venezolana, cargo que después siguió ostentando de manera honoraria. Presidente de varios organismos médicos venezolanos e internacionales, incluyendo la Sociedad de Ciencias Naturales, el Instituto Nacional de Higiene y la Comisión para la Conservación del Lago de Valencia. Entre otras muchas condecoraciones y reconocimientos, obtuvo el Gran Collar de la Orden del Libertador y el nombramiento de oficial de la Legión de Honor, en Francia.